# Amfreville-sous-les-Monts
Amfreville-sous-les-Monts è un comune francese di 583 abitanti situato nel dipartimento dell'Eure nella regione della Normandia.

## Società

### Evoluzione demografica
Abitanti censiti